# VCloud Air
vCloud Air era un servicio de computación en la nube pública creado en vSphere de VMware. vCloud Air tiene tres tipos de servicios de suscripción de "infraestructura como servicio" (IaaS): nube dedicada, nube privada virtual y recuperación ante desastres. vCloud Air también ofrece un servicio de pago por uso llamado Virtual Private Cloud OnDemand.
En el segundo trimestre de 2017, VMware vendió vCloud Air al proveedor de servicios en la nube francés OVH.

## Historia
VMware anunció la iniciativa vCloud en la conferencia VMworld de 2008 en Las Vegas y obtuvo una importante atención de la prensa.
En la conferencia VMworld de 2009 en San Francisco, vCloud se presentó en el Pabellón vCloud. vCloud también fue un tema en la conferencia VMworld de 2010. 
El 21 de mayo de 2013 se lanzó el programa de acceso anticipado para vCloud Hybrid Service. El 26 de agosto de 2013, se anunció la disponibilidad general de vCloud Hybrid Service, incluidas funciones como DRaaS y Direct Connect.
El servicio vCloud Hybrid pasó a llamarse vCloud Air el 21 de agosto de 2014. vCloud Air ofrece una nube híbrida: una IaaS pública que funciona como una extensión de los centros de datos existentes que ejecutan VMware vSphere, con administración y redes comunes. Con el cambio de marca del servicio, también anunciaron un programa de computación en la nube On-Demand que permite a los usuarios pagar solo por lo que cada uno necesita usar como recursos.
vCloud Air Mobile se anunció el 25 de agosto de 2014 y agregó la integración de AirWatch y Pivotal Cloud Foundry.
El 4 de abril de 2017, el proveedor de nube francés OVH anunció su intención de adquirir VMware vCloud Air Business y todo su personal. La adquisición se completó en el segundo trimestre de 2017. 

## Ubicación de los centros de datos
Al igual que otros proveedores de nube pública, vCloud Air admite el concepto de regiones (o ubicaciones, en la terminología de vCloud), que generalmente se utilizan para obtener mejores precios, aumentar el rendimiento de las aplicaciones o como recuperación ante desastres. vCloud Air se ofrece al público en California, Nevada, Texas, Virginia y Nueva Jersey en los Estados Unidos. A nivel internacional, está disponible en el Reino Unido, Alemania, Japón y Australia.
Los usuarios del gobierno tienen acceso a dos ubicaciones adicionales: una en Arizona y otra en Virginia.

## Arquitectura
vCloud Air admite más de 5000 aplicaciones y más de 90 sistemas operativos certificados para ejecutarse en vSphere. El uso de vCloud Air permite una portabilidad y migración de cargas de trabajo sin inconvenientes gracias a vSphere, lo que significa que no es necesario reescribir ni recodificar al mover cargas de trabajo desde un centro de datos local a la nube y viceversa.
La virtualización de red permite a los usuarios configurar firewalls y redes para reflejar redes locales, incluidas reglas NAT y reglas de firewall, redes e IP públicas.

## Virtual Private Cloud OnDemand
Virtual Private Cloud OnDemand es una plataforma de computación en la nube bajo demanda y de autoservicio de vCloud Air. Esta oferta de pago por uso de infraestructura como servicio (IaaS) permite a los usuarios consumir vCPU, almacenamiento, vRAM, red e IP específicos según sea necesario. Además, el servicio permite ajustar el estado encendido de las máquinas virtuales.
VMware anunció planes para un programa de acceso anticipado a vCloud Air Virtual Private Cloud OnDemand el 14 de octubre de 2014. El programa se lanzó oficialmente el 17 de noviembre de 2014. Incluía créditos en servicio de $1,000 para usuarios aprobados.
Virtual Private Cloud OnDemand se lanzó oficialmente al público el 20 de enero de 2015, También se anunció una oferta inicial de créditos en servicio de $300 para usar en los primeros 90 días después de la inscripción.

## Configuraciones
La configuración más básica incluye una máquina virtual con 1 GB de RAM, 1 vCPU y 20 GB de almacenamiento SSD a $0,07/hora. Actualmente el servicio ofrece la opción de estos tres sistemas operativos:
- CentOS
- Edición estándar de Microsoft Windows Server
- Ubuntu

Además, los usuarios pueden consumir hasta 16 vCPU y 120 GB de memoria. Las opciones de almacenamiento incluyen:
- Almacenamiento estándar de 2 TB
- 2 TB de almacenamiento acelerado SSD

Los usuarios también pueden tener hasta 20 direcciones IP públicas y los niveles de soporte varían: el soporte en línea representa el 7 % de la factura total y el soporte de producción $100 o el 12 %, lo que sea mayor.